# Tracey Gaudry
Tracey Gaudry o Tracey Watson (nom de soltera) (Yallourn, Victòria, 17 de juny de 1969) era una ciclista australiana. Va guanyar el Campionat nacional en contrarelltge el 1995 i el 2000, i el de ruta el 1999. Va participar en els Jocs Olímpics de 1996 i de Jocs Olímpics de 2000.

## Palmarès
- 1995
  -  Campiona d'Austràlia en contrarellotge
- 1999
  -  Campiona d'Austràlia en ruta
  - 1a a la Copa del món ciclista femenina de Mont-real
  - 1a al Trofeu d'Or i vencedora de 2 etapes
  - 1a al Tour de Snowy i vencedora d'una etapa
  - Vencedora d'una etapa al Tour de l'Alta Viena
- 2000
  -  Campiona d'Austràlia en contrarellotge